# Monte Corona
Der Monte Corona (auch einfach: La Corona, spanisch für ‚die Krone‘) ist ein nahezu kreisrunder Vulkankegel im Norden der Kanareninsel Lanzarote. Seine stumpfe Kegelform ist weithin sichtbar und ein Wahrzeichen des Inselnordens sowie der nördlichsten Gemeinde Lanzarotes, Haría.

## Lage
Der höchste Punkt des Monte Corona liegt bei 609 m (1998), die submarine Höhe, gemessen vom Fuß des Berges unter dem Meeresboden beträgt etwa 3600 Meter. Von dessen oberen Rand gemessen beträgt die Tiefe des Kraters 188 Meter. Kraterrand und -inneres können mit entsprechendem Schuhwerk erwandert werden, wobei man eine weite Sicht über die Insel bekommt.

## Zugang
Ausgangspunkt für die Besteigung ist die Ortschaft Yé. Östlich von der Dorfkirche folgt man einem von der Durchgangsstraße abgehenden Feldweg durch einen Weinberg, nach dem ein steiler Pfad auf den Kraterrand hinaufführt. Für den Hin- und Rückweg sind eine gute Stunde einzuplanen.

## Geologie
Monte Corona ist ein sogenannter Schlackenkegel (vergl. auch Vulkantypen und Bezeichnungen). Seine Hänge sind vollkommen kahl und lediglich auf seiner Nordseite wurde der Kraterrand durch Erosion teilweise abgetragen, außerdem hat sich dort auch ein Nebenkrater gebildet. Dadurch erhält dieser Vulkan sein charakteristisches Erscheinungsbild, man sieht das sehr schön durch die „Stufe“ am Kraterrand, hier auf dem Foto rechts.
Monte Corona ist die zuletzt entstandene, aber nicht die höchste Erhebung des etwa 14 Millionen Jahre alten Risco-de-Famara-Gebirges im Norden, das zusammen mit dem Gebirgszug Los Ajaches im Süden die ältesten Teile der Insel bilden. Seine Schartenhöhe beträgt etwa 200 Meter, weswegen man ihn als eigenständigen Berg innerhalb eines Mittelgebirges einordnet. Monte Corona gehört zur jüngeren Epoche vulkanischer Aktivität auf Lanzarote und hatte seine aktive Phase vor etwa 3000 bis 5000 Jahren. Seine Eruptionen veränderten die Topographie der Umgebung erheblich. Der wesentliche Teil seiner Lavamassen floss nach Osten Richtung Meer ab und bildete das etwa 30 Quadratkilometer messende, unwegsame Lavafeld Malpaís de la Corona (span.: unkultivierbares Land des Corona).
Die an ihrer Oberfläche zuerst erstarrende Lava formte in ihrem Innern einen 6,9 Kilometer langen Tunnel, der weitere 1,4 Kilometer unter dem Meeresboden in den Atlantik reicht, wo er blind endet und somit zu den längsten Lavatunneln der Erde zählt. An einigen Stellen, den sogenannten Jameos (Guanche: Sprache der Altkanarier), ist die Decke des Tunnels eingebrochen und erlaubt den Einstieg in das Höhlensystem. Der lanzarotenische Architekt und Künstler César Manrique entwarf und baute in den am nächsten zum Meer gelegenen Jameos die berühmte Jameos del Agua (vergl. auch Cueva de los Verdes).